# Stazione di Vico Equense
Stazione di Vico Equense vasútállomás Olaszországban, Vico Equense településen.

## Vasútvonalak
Az állomást az alábbi vasútvonalak érintik:
- Torre Annunziata-Sorrento-vasútvonal

## Kapcsolódó állomások
A vasútállomáshoz az alábbi állomások vannak a legközelebb:
- Stazione di Seiano (Stazione di Sorrento, line 13)
- Stazione di Scrajo Terme
- Stazione di Castellammare di Stabia (Circumvesuviana) (Stazione di Napoli Porta Nolana, line 13)